# Hami Mandıralı
Hami Mandıralı (Trebisonda, 20 luglio 1968) è un allenatore di calcio ed ex calciatore turco, di ruolo attaccante, osservatore della nazionale turca e della nazionale Under-21 turca.

## Carriera
È considerato uno dei giocatori turchi più forti di sempre.
Dotato di grandissima potenza di tiro, spesso calciava attraverso la barriera senza curarsi degli ostacoli, ma era anche esperto in traiettorie curve e tiri dalla lunghissima distanza (anche oltre 40 metri). Un suo gol da centrocampo contro il Monaco 1860 sfiorò i 174 km/h, raggiungendo il gol di Eder ai mondiali 1982 per il quarto tiro più potente di sempre, mentre la punizione contro il San Marino nel 1997 superò i 160 km/h. Molti altri tiri raggiunsero poi i 140 km/h.
Segnò numerosi goal dalla lunga distanza.

## Palmarès

### Giocatore

#### Competizioni nazionali
- Coppa di Turchia: 2

Trabzonspor: 1991-1992, 1994-1995
- Supercoppa di Turchia: 1

Trazbonspor: 1995